# Читинская епархия
Чити́нская епа́рхия — епархия Русской Православной Церкви, объединяющая приходы и монастыри в западной части Забайкальского края (в границах города Чита, а также Акшинского, Красночикойского, Кыринского, Петровск-Забайкальского, Улётовского, Хилокского и Читинского районов). Входит в состав Забайкальской митрополии (с 25 декабря 2014 года).
Правящий архиерей с 27 декабря 2016 года — митрополит Читинский и Петровск-Забайкальский Димитрий (Елисеев).

## История
После присоединения к Русскому государству в XVII веке, Забайкалье входило в состав единственной тогда сибирской епархии — Тобольской. С 1727 года, при учреждении Иркутской епархии, оно вошло в её состав, а с 1862 года числилось в составе Селенгинского викариатства.
12 марта 1894 году император Александр III утвердил решение Святейшего Синода об образовании самостоятельной Забайкальской епархии с кафедрой в городе Чите.
Православного населения в епархии в 1900 году насчитывалось 401 758 человек, церквей — 338, молитвенных домов и часовен — 225, монастырей — 4 (два — женские); в 1902—1903 гг. за епархией числилось школ грамоты — 107, церковно-приходских — 197 (в том числе 8 — двухклассных). Церковно-приходские попечительства были при всех церквях, входящих в епархию. Раскольников, сектантов и протестантов в 1900 году на территории епархии насчитывалось до 64 тыс. чел. В составе епархии были Читинское духовное училище, Забайкальское епархиальное женское училище.
В 1920-е годы в Чите были активны обновленцы, но однозначно определить принадлежность к ним читинских архиереев 1920—1930 годов затруднительно. В 1930 году Забайкальская епархия в юрисдикции патриаршего местоблюстителя Сергия (Старогородского) была упразднена. Обновленческий синод 21 января 1931 года разделил Сибирскую митрополию РПЦ на Западную и Восточную, в составе последней определено было быть и Читинской епархии. В 1936 году было принято решение упразднить Читинско-Забайкальскую епархию, а её приходы передать в подчинение Иркутской епархии.
В 1948 году решением Священного синода была восстановлена Иркутская епархия, в состав которой вошла в том числе территория Забайкалья. Правящий архиерей получил титул «Иркутский и Читинский». Но верующим Забайкалья удалось открыть всего лишь несколько церквей; после хрущёвских гонений в Читинской области оставалось всего два действующих храма.
Решением Священного синода от 21 апреля 1994 года Забайкальская епархия была восстановлена в прежних границах, правящему архиерею было определено именоваться Читинским и Забайкальским.
10 октября 2009 в связи с образованием Улан-Удэнской и Бурятской епархии, правящему архиерею определено именоваться Читинским и Краснокаменским. 25 декабря 2014 года с выделенной из её состава Нерчинской епархией вошла во вновь учреждённую Забайкальскую митрополию. Правящий архиерей епископ Владимир (Самохин) одновременно стал главой митрополии.

## Титулы правящих архиереев
- до ок. 1922 — Забайкальский и Нерчинский
- ок. 1927—1930 — Читинский и Нерчинский (?)
- 1930 — ок. 1934 — Забайкальский и Читинский
- 1934—1936, 21 апреля 1994 — 10 октября 2009 — Читинский и Забайкальский
- 2009—2014 — Читинский и Краснокаменский
- с 25 декабря 2014 — Читинский и Петровск-Забайкальский

## Архиереи
- 12 мая 1894 — 27 сентября 1898 — Георгий (Орлов)
- 27 сентября — 24 декабря 1898 — Никодим (Преображенский) на кафедре не был
- 24 декабря 1898 — 20 декабря 1912 — Мефодий (Герасимов)
- 20 декабря 1912 — 21 января 1916 — Иоанн (Смирнов)
- 26 января 1916 — 1927 — Мелетий (Заборовский) с 1920 года находился в эмиграции в Китае
  - 1922—1923 — Софроний (Старков) в/у, епископ Селенгинский
  - 5 декабря 1924 — 18 ноября 1926, 1 февраля — май 1927 — Даниил (Шерстенников) в/у, епископ Охотский
- 1927 — 3 апреля 1930 — Евсевий (Рождественский)
- 1930—1933 — Марк (Боголюбов)
- 5 октября 1933 — 11 октября 1934 — Иоанникий (Попов) в/у, епископ Верхнеудинский
- 22 ноября 1934 — 17 января 1935 — Серафим (Зборовский)
- 21 сентября 1935 — 18 марта 1936 — Фотий (Пурлевский)
- 16 марта — 31 мая 1936 — Серафим (Шамшин)
- 30 января 1946 — 10 июля 1947 — Венедикт (Пляскин) в/у, епископ Хабаровский
- 21 апреля 1994 — 11 октября 1996 — Палладий (Шиман)
- 11 октября 1996 — 6 октября 1999 — Иннокентий (Васильев)
- 6 октября 1999 — 30 января 2000 — Вадим (Лазебный) в/у, епископ Иркутский
- 30 января 2000 — 30 мая 2014 — Евстафий (Евдокимов)
- 30 мая 2014 — 3 июня 2016 — Владимир (Самохин)
- 3 июня 2016 — 27 декабря 2016 — Димитрий (Елисеев) в/у, епископ Нерчинский
- с 27 декабря 2016 года — Димитрий (Елисеев)

## Благочиния
Епархия разделена на 5 церковных округов (по состоянию на октябрь 2022 года):
- 1-е Читинское городское благочиние
- 2-е Читинское городское благочиние
- 3-е Читинское благочиние
- Акшинское благочиние
- Петровск-Забайкальское благочиние

## Монастыри
Действующие
- Атамановский Всехсвятский монастырь в посёлке Атамановка Читинского района (женский) 51°56′49″ с. ш. 113°37′11″ в. д.HGЯO)
- Свято-Успенский монастырь в посёлке-курорте Молоковка (мужской)

Упразднённые
- Чикойский Иоанно-Предтеченский монастырь в Красночикойском районе (мужской)
- Покровский монастырь в Чите (женский)

## Учебные заведения
- Духовное училище во имя апостола Иоанна Богослова
- Прогимназия в честь святителя Иннокентия Иркутского[6].